# ABC Entertainment
ABC Entertainment é uma empresa de produção da ABC. Em 1999, Walt Disney Television Studio, incluindo Buena Vista Television Productions, foram transferidos para o ABC Television Network para se fundir com a divisão do horário nobre da ABC, formando a ABC Entertainment Television Group.

## Programas da ABC Entertainment 2011- 2014
- Apartment 23
- Agents of S.H.I.E.L.D.
- Black-ish
- Black Box
- Body of Proof
- Castle
- Cougar Town
- Cristela
- Dancing with the Stars
- Desperate Housewives
- Extreme Makeover: Home Edition
- Forever
- Funniest Home Videos
- GCB
- Grey's Anatomy
- Happy Endings
- How to Get Away with Murder
- Last Man Standing
- Man Up
- Manhattan Love Story
- The Middle
- Missing
- Mistresses
- Modern Family
- Nashville
- Once Upon a Time
- Pan Am
- Private Practice
- Red Band Society
- Resurrection
- Revenge
- The River
- Scandal
- Secret Millionaire
- Selfie
- Suburgatory
- Wipeout